# Lekkoatletyka na Światowych Wojskowych Igrzyskach Sportowych 2019 – bieg na 200 m kobiet
Bieg na 200 metrów kobiet – jedna z konkurencji lekkoatletycznych rozegranych w dniach 23 - 24 października 2019 roku podczas 7. Światowych Wojskowych Igrzyskach Sportowych na kompleksie sportowym WH FRSC Stadium w Wuhanie. Polka Anna Kiełbasińska zdobyła brązowy medal igrzysk wojskowych.

## Terminarz
| Data                      | Godzina (UTC+08:00) | Wydarzenie             |
| ------------------------- | ------------------- | ---------------------- |
| 23 października 2019(dts) | 9:25                | Eliminacje – bieg nr 1 |
| 23 października 2019(dts) | 9:30                | Eliminacje – bieg nr 2 |
| 23 października 2019(dts) | 9:35                | Eliminacje – bieg nr 3 |
| 23 października 2019(dts) | 9:40                | Eliminacje – bieg nr 4 |
| 23 października 2019(dts) | 20:35               | Półfinał – nr 1        |
| 23 października 2019(dts) | 20:40               | Półfinał – nr 2        |
| 24 października 2019(dts) | 20:05               | Finał                  |

## Rekordy
Tabela prezentuje rekord świata, a także rekord Igrzysk wojskowych (CSIM) przed rozpoczęciem mistrzostw.
|                                   | Zawodnik                 | Wynik | Miejsce        | Data                  |
| --------------------------------- | ------------------------ | ----- | -------------- | --------------------- |
| Rekord świata                     | Florence Griffith-Joyner | 21,34 | Seul           | 29 września 1988(dts) |
| Rekord Igrzyska wojskowych (CSIM) | Ana Cláudia Silva        | 23,01 | Rio de Janeiro | 23 lipca 2011(dts)    |

## Uczestniczki
Jedno państwo mogło zgłosić maksymalnie dwie zawodniczki. Do zawodów zgłoszonych zostało 28 zawodniczki reprezentujących 20 kraje. Sklasyfikowane zostały 22 zawodniczki, zdyskwalifikowano dwie, jedna nie ukończyło biegu oraz 3 lekkoatletek nie stawiło się na starcie. Złoty medal zdobyła zawodniczka  Bahrajnu, srebrny Dominikany, a brązowy Polka Anna Kiełbasińska. W finale nie wystartowała Włoszka Gloria Hooper.

## Medaliści
| Złoto                     | Srebro                         | Brąz                       |
| Maja Mihalinec · Słowenia | Marileidy Paulino · Dominikana | Anna Kiełbasińska · Polska |

## Wyniki

### Półfinały
3 najszybsze zawodniczki z każdego biegu (Q) i 2 najszybsze przegrane (q) zakwalifikowało się do finału.
| Pozycja | Bieg | Zawodnik               | Państwo    | Reakcja   | Wiatr     | Czas      | Uwagi     |
| ------- | ---- | ---------------------- | ---------- | --------- | --------- | --------- | --------- |
| 1       | 1    | Maja Mihalinec         | Słowenia   | 0,174     | 0,0 m/s   | 23,37     | Q         |
| 2       | 1    | Anna Kiełbasińska      | Polska     | 0,171     | 0,0 m/s   | 23,41     | Q         |
| 3       | 1    | Marileidy Paulino      | Dominikana | 0,202     | 0,0 m/s   | 23,46     | Q         |
| 4       | 2    | Irene Siragusa         | Włochy     | 0,136     | -0.6 m/s  | 23,69     | Q         |
| 5       | 2    | Ofonime Odiong         | Bahrajn    | 0,159     | -0.6 m/s  | 23,84     | Q         |
| 6       | 1    | Gloria Hooper          | Włochy     | 0,173     | 0,0 m/s   | 23,87     | q         |
| 7       | 2    | Natacha Ngoye Akamabi  | Kongo      | 0,133     | -0.6 m/s  | 23,88     | Q         |
| 8       | 2    | Nigina Szaripova       | Uzbekistan | 0,164     | -0.6 m/s  | 23,88     | q         |
| 9       | 1    | Lorraine Barbosa       | Brazylia   | 0.188     | 0,0 m/s   | 23,99     |           |
| 10      | 2    | Mariely Sanches Hichez | Dominikana | 0,187     | -0.6 m/s  | 24,22     |           |
| 11      | 2    | Estelle Raffai         | Francja    | 0,141     | -0.6 m/s  | 24,24     |           |
| 12      | 2    | Alvin Tehupeiry        | Indonezja  | 0,188     | -0.6 m/s  | 24,58     |           |
| -       | 2    | Alena Mamina           | Rosja      | DSQ 162.7 | DSQ 162.7 | DSQ 162.7 | DSQ 162.7 |
| -       | 1    | Wang Xuan              | Chiny      | DNS       | DNS       | DNS       | DNS       |
| -       | 1    | Jana Kaczur            | Ukraina    | DNS       | DNS       | DNS       | DNS       |
| -       | 2    | Wiktoria Ratnikowa     | Ukraina    | DNS       | DNS       | DNS       | DNS       |

### Finał
| Pozycja | Tor | Zawodnik              | Państwo    | Reakcja          | Czas  | Uwagi |
| ------- | --- | --------------------- | ---------- | ---------------- | ----- | ----- |
| 01 !    | 5   | Maja Mihalinec        | Słowenia   | 0,165            | 23,15 |       |
| 02 !    | 9   | Marileidy Paulino     | Dominikana | 0,206            | 23,18 |       |
| 03 !    | 4   | Anna Kiełbasińska     | Polska     | 0,168            | 23,33 |       |
| 4       | 3   | Nigina Szaripova      | Uzbekistan | 0,166            | 23,59 |       |
| 5       | 8   | Natacha Ngoye Akamabi | Kongo      | 0,168            | 23,65 |       |
| 6       | 6   | Irene Siragusa        | Włochy     | 0,153            | 23,76 |       |
| 7       | 7   | Ofonime Odiong        | Bahrajn    | 0,222            | 23,82 |       |
| -       | 2   | Gloria Hooper         | Włochy     | DNS              | DNS   | DNS   |
|         |     |                       |            | Wiatr: − 0,3 m/s |       |       |

Źródło: Wuhan